# Ottavio Pratesi
Ottavio Pratesi (né le 1er janvier 1889 à Rosignano Marittimo, dans la province de Livourne, en Toscane) est un coureur cycliste italien, professionnel entre 1910 et 1925.

## Biographie
Deux troisième places d'étapes sur le Giro à son actif : lors de la première étape en 1913, et à l'arrivée de la septième étape en 1914.

## Palmarès
- 1908
  - Tour de Toscane  amateurs

- 1910
  - Coupe Leoncini
  - Coupe Toscanelli
  - Pistoia-La Spezia
  - Sesto-Fiorentino
  - Giro dell'Etrurira
  - Livourne-Volterra-Livourne

- 1914
  - 7e du Tour d'Italie

- 1915
  - 9e de Milan-San Remo

- 1919
  - Tour des Trois Mers
    - Classement général
    - 1re, 2e, 8e et 9e étapes

- 1920
  - Tour des Trois Mers
    - Classement général
    - 2e, 4e, 5e et 9e étapes

## Résultats sur les grands tours

### Tour de France
5 participations
- 1911 : 17e
- 1912 : 19e
- 1914 : 33e
- 1923 : 12e
- 1924 : 19e

### Tour d'Italie
8 participations
- 1911 : 20e
- 1913 : abandon
- 1914 : 7e
- 1919 : 14e
- 1920 : non partant
- 1923 : 16e
- 1924 : 9e
- 1925 : 14e